# Фужерю
Фужерю (фр. Le Fougerus, від фр. fougère — папороть) — м'який сир із сімейства сирів брі, відмітною особливістю якого є лист папороті, що прикрашає головку сиру.

## Історія
Спочатку сир Фужерю виготовлявся на невеликих фермах для власного вживання. З початку XX століття його стали виготовляти також і на продаж, а в 1960-х роках виробництвом Фужерю зайнялася сироварня Рузер (Турнан-ан-Брі, департамент Сена і Марна), яка і є на даний момент основним виробником цього сиру.

## Особливості
Сир Фужерю виготовляється із сирого коров'ячого молока та покритий скоринкою білої цвілі (Penicillium candidum). Діаметр головки 16 см, висота — 4 см; жирність 45—50 %. На смак сир ніжний, солодкий, з солоним присмаком. Знаменитий лист папороті, який виділяє Фужерю серед інших сирів брі, накладається у процесі дозрівання і служить як гастрономічним (надає сиру додатковий аромат), так і естетичним цілям.
Поєднується з білим вином, шампанським, бургундськими винами і бордо.